# Topo (San Sebastian)
De Topo ("mol") is de naam van een voorstadstrein, twee treindiensten gereden door Euskotren in en rond de stad San Sebastian in de Spaanse autonome gemeenschap Baskenland. Het is als meterspoortrein een van de twee naast elkaar bestaande systemen van voorstadstreinen rond deze stad, (naast de Cercanías San Sebastian op Iberisch breedspoor). Het eindstation Hendaye bevindt zich in het Franse departement Pyrénées-Atlantiques. Tussen 2012 en 2017 was de officiële aanduiding Metro Donostialdea (Metro van San Sebastian), maar daar is in 2017 weer van afgestapt. Het systeem wordt uitgebaat door Euskotren, het openbaarvervoersbedrijf van de regio Baskenland. Het netwerk bestaat uit twee lijnen, E2 en E5, maar in de toekomst is het de bedoeling hier een enkele lijn van te maken.

## Geschiedenis
De oorspronkelijke verbinding is als meterspoor aangelegd in 1912 als verbinding tussen de San Sebastian en Irun, met in 1913 een verlenging tot Hendaye in Frankrijk, waar overgestapt kan worden op het Franse spoorwegnet. De lijn is sinds de opening geëlektrificeerd met 600 V gelijkstroom. De lijn staat al sinds de opening in de volksmond bekend als topo, wat "mol" betekent, omdat het traject door het bergachtige landschap door vele tunnels gaat, ondanks het feit dat de lijn in eerste instantie aangelegd is als bovengrondse spoorlijn.
In 1982 komt de lijn in handen van Euskotren, de vervoersmaatschappij van de Baskische Regio, die er in korte tijd een voorstadspoorweg van maakte. Ondanks de afwezigheid van overeenstemming en het ontbreken van sociaal draagvlak is in 2012 de lijn vervolgens hernoemd in een metrolijn, gelijktijdig met de opening van twee nieuwe stations. Bij deze opening is een ambitieus plan gepresenteerd om de lijn daadwerkelijk de functie van metro te laten vervullen in de agglomeratie San Sebastian. Ook is bij die gelegenheid de huisstijl volledig vernieuwd. In 2017 is het gebruik van de aanduiding metro weer beëindigd, sindsdien heet het officieel de Topo.
In 2016 is het station Altza geopend, voorlopig het eindstation van een zijlijn, maar in de verre toekomst een tussenstation als de dubbelsporige tunnel doorgetrokken is tot station Galtzaraborda en zich daar weer bij de oorspronkelijke lijn voegt, zodat de bovengrondse lijn door de plaats Pasaia gesloten kan worden. De huidige enkelsporige lijn bevindt zich op een viaduct met aan weerszijden appartementsgebouwen op slechts enkele meters afstand. Het bovengrondse station Pasaia wordt daarbij vervangen door een op korte afstand gelegen ondergronds station.
In  2017 is begonnen met het aanleggen van een tunnel onder het centrum en het district Antiguo. Deze tunnel is 4,2 km lang. Het nieuwe tracé door deze tunnel splitst af van het bestaande tracé vlak na de bestaande tunnel uit de richting Anoeta en zal bij het station Lugaritz aansluiten op de bestaande lijn richting Bilbao. Het bovengrondse kopstation Amara wordt daarbij vervangen door een ondergronds station Easo en er komen twee extra stations: Centro-La Concha in het centrum en Benta-Berri in Antiguo. De aanleg van deze tunnel onder het centrum was omstreden, er werd veelvuldig tegen geprotesteerd. In februari 2024 zijn de boor- en graafwerkzaamheden van de tunnel gereed gekomen.
In 2019 is begonnen met de werkzaamheden om het station Hendaia (Hendaye) te voorzien van een tweede spoor en het het oude stationsgebouw te vervangen door een nieuw, ruimer exemplaar. Het stationsplein is daarbij ook gerenoveerd en in de hal van het SNCF station is een extra in/uitgang gemaakt aan de zijde van het Euskotren station. Deze werkzaamheden kwamen in 2022 gereed.

## Tracé
Het tracé van de lijn volgt in grote lijnen dat van de meterspoorbaan die in 1912 aangelegd is tussen San Sebastian en de Franse grens, met hier en daar een aantal vernieuwing, voornamelijk ondertunneling. Dit betekent dat de lijn grotendeels het oosten van de agglomeratie San Sebastian bedient. Tussen Herrera en Hendaye is de lijn grotendeels enkelsporig. Aan de zuidkant delen de treinen de spoorlijn tot aan station Errekalde met de treinen tussen San Sebastian en Bilbao (Euskotren lijn E1), waardoor ook het zuidoosten van de agglomeratie aangesloten is op het netwerk. Om deze beide delen goed aan te sluiten op het centrum, wordt er gebouwd aan een ondertunnelde omleiding onder het centrum door, met de nieuwe stations Centro-La Concha en Benta-Berri.

## Materieel

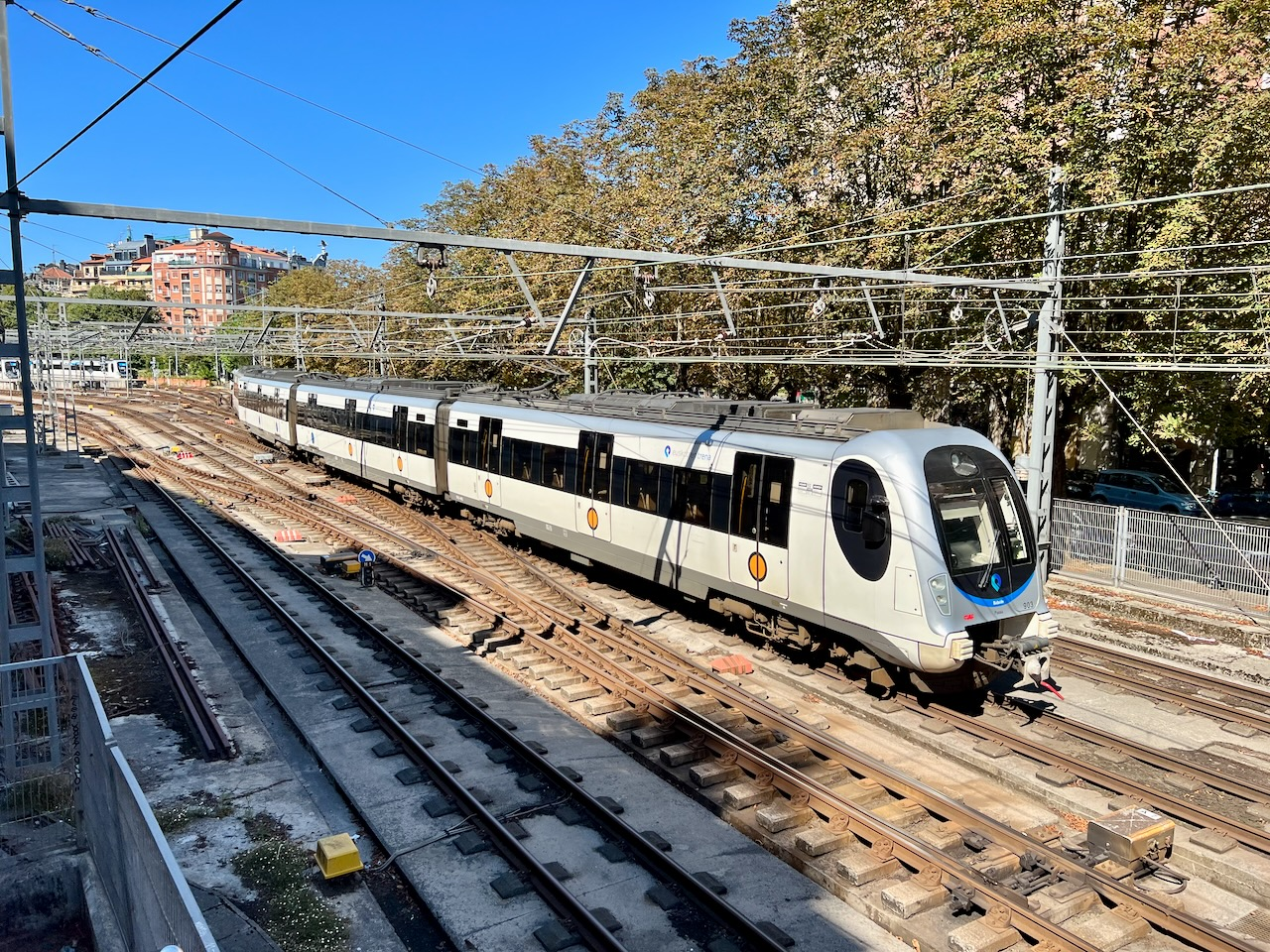
Een treinstel van de serie 900 kort na vertrek van het station Amara-Donostia.

Tussen 2011 en 2014 heeft Euskotren het oude materieel op de lijn, de 200-serie, vervangen door de 900-serie, geproduceerd door CAF. De treinstellen zijn ook geproduceerd in de provincie. In tegenstelling tot het oude materieel, hebben de nieuwe treinstellen informatieschermen en zijn van binnen opengewerkt, zodat de reizigers zich tussen de verschillende rijtuigen kunnen verplaatsen.

## Toekomst

### In aanbouw
Onder het centrum van San Sebastian wordt een tunnel gebouwd ter betere ontsluiting van de binnenstad en vervanging van het kopstation station Amara-Donostia. De aanleg van deze variant is niet breed gedragen onder de bevolking van de stad en heeft tot  protesten geleid.
In februari 2024 zijn de boor- en graafwerkzaamheden van deze tunnel gereed gekomen.

### Gepland
Er staat een drietal ingrepen gepland: 
Aanleg Station Loiola Erriberak
Tussen de stations Anoeta en Loiola zal er het station Loiola Erriberak worden gebouwd, om een overstap op de voorstadstreinen van de Cercanías mogelijk te maken. Voor de bouw van dat station is die overstap alleen mogelijk in het oosten van de agglomeratie, en dit station moet het reizen tussen het westen en het zuiden vergemakkelijken.
Verlegging traject in Irun
Tussen de stations Ficoba en Belaskoenea zal de lijn worden verlegd om samen te lopen met de Adif/Renfe lijn en daarbij dubbelsporig worden ter vervanging van het enkelsporige traject via Irun Colon. Een eerder geplande zijlijn vanaf Irun naar Hondarribia via het vliegveld van San Sebastian gaat vooralsnog niet door.
Traject Altza-Passaia-Galtzaraborda
Een verlenging van de aftakking tussen het station Herrera en Altza, met een nieuw ondergronds station in Pasaia, zal zich bij station Galzaraborda weer bij de oude lijn voegen, en zo het enkelsporige viaduct in een smalle straat in het dorp Pasaia overbodig maken.